# Franel·la
La franel·la és un teixit suau, de diversos tipus de qualitats. Originalment les franel·les estaven fetes de llana, però ara és més freqüent veure-les fetes de cotó, o amb fibres sintètiques. El procés de raspallat, és un procés mecànic on un fi metall raspalla la tela per crear fibres fines. Típicament, les franel·les poden ser d'un o doble costat, si han estat raspallades per tots dos costats.

## Usos històrics
La tela de franel·la inicialment va ser utilitzada per fer roba d'abrigar per a combatre el fred de l'hivern. Com l'ús d'aquesta tela es va fer molt coneguda, la llana calenta s'utilitza per fer els uniformes de principis de beisbol i futbol. La calor i la durabilitat de la tela va ser apreciat pels obrers, en particular els agricultors, llenyataires, i altres persones que treballen a l'aire lliure. Camises, jaquetes, pantalons i roba interior de franel·la van ser peces de vestir relativament populars entre obrers i empleats durant els segles XIX i XX.
Les camises fabricades amb aquest material es van popularitzar en la dècada de 1990 a partir de l'explosió del grunge, un estil de rock que va sorgir en el nord-oest dels Estats Units en la dècada de 1980 i que es va fer popular en els 90, els intèrprets dels quals van utilitzar aquestes peces i les van convertir en una espècie de símbol de la seva forma de vestir.